# Свята Австралії
Свята в Австралії, за винятком національних, встановлюються на рівні штатів і територій. Якщо свято припадає на вихідний, наступний робочий день (як правило, понеділок) вважається вихідним.

## Свята та святкові дні
| Дата | Назва                    | Короткий опис |
| --- | ------------------------ | --- |
| 1 січня | Новий рік                | Австралійці святкують це свято коли сонячно і спекотно, бо у Південній півкулі у цей час літо. |
| 26 січня | День Австралії           | 26 січня 1788 року капітан Артур Філіп висадився в бухті Сіднея, підняв британський прапор і заснував першу колонію — Новий Південний Уельс. |
| Перший вівторок лютого | Марді Гра                | Парад геїв і лесбійок, тісно пов'язаний з традицією зимових карнавалів перед настанням Великого посту. |
| Перша декада лютого | Китайський новий рік     | Китайська традиція жити за різними календарями прижилася і в Австралії, де немало вихідців з Китаю. |
| Другий тиждень лютого | Королівська регата       | Королівська регата в Гобарті (Тасманія) вперше відбулася в 1838 році. З того часу залишається одним з найпопулярніших щорічних заходів Австралії й старим спортивним змаганням в Тасманії. Регата проходить протягом трьох днів, закінчується в другий вівторок лютого. |
| 14 лютого | День святого Валентина   | Цього дня в Австралії проводиться багато фестивалів. |
| Другий вівторок березня | День Співдружности       | Щорічне свято Співдружності націй. |
| Третій понеділок березня | День Канберри            | Австралійці відзначають день, коли столиця країни отримала своє ім'я. |
| 21 березня | День гармонії            | День об'єднання всіх націй проти расової дискримінації. Символ заходу — помаранчева стрічка, знак антирасизму. |
| Березень-травень | Великдень                | Пасха в Австралії святкується за католицьким календарем, але припадає на осінь, на відміну від весни в Північній півкулі. |
| 1 квітня | День дурня               | Так само як і в інших країнах світу, мешканці Австралії розігрують один одного і дарують незвичайні смішні подарунки. |
| 25 квітня | День АНЗАК               | Цього дня по всій країні проходять урочисті церемонії пам'яті і подяки, присвячені всім чоловікам і жінкам, загиблим у війнах. |
| Перший понеділок березня — Західна Австралія Другий понеділок березня — Вікторія і Тасманія Перший понеділок травня — Квінсленд і Північна Територія Перший понеділок жовтня — Столична територя , Новий Південний Уельс і Південна Австралія. | День праці               | День прийняття восьмигодинного робочого дня, день досягнень робітників у боротьбі за свої права. У різних штатах святкується в різні дні, оскільки відповідні закони в різних штатах приймались у різні дати. |
| Друга неділя травня | День матері              | Цей день австралійці використовують для того, щоб виразити щиру подяку і вдячність своїм матерям. Дорослі дарують серйозні подарунки, малюки — квіти й листівки. |
| Перший понеділок червня | День заснування          | 1 червня 1829 року перші поселенці західного узбережжя завершили свою подорож з Британії до Австралії, до колонії на річці Свон. |
| 3 червня | День Мабо                | День, коли Верховний Суд підтвердив право аборигенів і жителів островів протоки Торесса володіти й користуватися землею в місцях їх традиційного проживання. Найширше День Мабо святкується в місцях традиційного мешкання корінного населення, а на островах Торесса цей день є вихідним. Названий на честь правозахисника Едді Мабо, який відстояв це право в 1992 році. |
| Другий понеділок червня | День народження королеви | Насправді королева Єлизавета Олександра Мері Віндзор народилася 21 квітня 1926 року, але перенесла святкування свого дня народження на дещо більш сонячний і теплий (у Європі) час. |
| Перша неділя вересня | День батька              | День всіх батьків. Люди дякують своїм батькам за турботу і підтримку. Найчастіше діти дарують квіти, шоколад і намальовані ними самими листівки своїм дорогим татам, дідусям, дядькам і всім важливим чоловікам в їх житті. Найпопулярніший подарунок цього дня — краватка.                                                                                                |
| Перший вівторок листопада | Кубок Мельбурна          | Кінні перегони, ставки на яких робить майже кожен австралієць. |
| 11 листопада | День пам'яті             | День пам'яті, також відомий як День маків і День перемир'я. Цього дня згадують всіх загиблих в Першій і Другій світових війнах, шанують пам'ять жертв численних військових конфліктів. |
| 25 грудня | Різдво                   | Святкується як і в більшості країн. |
| 26 грудня | День подарунків          | Цього дня заведено дарувати подарунки людям біднішим від себе. За традицією ці подарунки робляться в коробках, звідси й назва. |

Блакитним кольором позначені нерухомі, рожевим — рухомі дати (свята, що припадають щороку на різні числа). Зеленим кольором позначені фестивалі, пам'ятні дати тощо, що мають велике значення для країни, але що не є святами у прямому розумінні цього слова.

### День праці
Вшановує досягнення Австралійського трудового руху. Святкування Дня праці походить від руху за восьмигодинний робочий день, що відстоював розподіл часу: вісім годин на працю, вісім — на перерву та вісім на спочинок. 21 квітня 1856 року каменотеси та будівельники з будівельних майданчиків навколо Мельбурна припинили роботу та пройшли від Мельбурнського університету до Будинку парламенту, щоб домогтися восьмигодинного робочого дня. Протестом вони досягли свого, з того часу вони вважаються першими організованими працівниками у світі, які домоглись восьмигодинного робочого дня без втрати заробітної плати. У Тасманії цей святковий день називається «Восьмигодинний день», а на північній території його називають «Травневим днем».

### День народження королеви
У всіх штатах і територіях, окрім Квінсленда та Західної Австралії, День народження королеви відзначається в другий понеділок червня. Оскільки Західна Австралія святкує День Західної Австралії (раніше День заснування) в перший понеділок червня, губернатор Західної Австралії оголошує день, коли держава буде відзначати День народження королеви, зважаючи на шкільні заняття та Пертське королівське шоу. Не існує жодного твердого правила щодо визначення дати цього свята, хоча зазвичай це останній понеділок вересня або перший понеділок жовтня: у 2011 році святкування Дня народження королеви в Західній Австралії було перенесено з понеділка, 3 жовтня 2011 р. на п'ятницю, 28 жовтня 2011 р., для того щоб воно збіглось із зустріччю глав урядів Співдружності (англ. Commonwealth Heads of Government Meeting), яка відбулась в Перті. У Квінсленді свято відзначається в перший понеділок жовтня.
Цей день був відзначений в 1788 році, коли губернатор Артур Філіп оголосив вихідний, щоб відсвяткувати день народження короля Георга III. До 1936 року дата зберігалась за днем народження монарха, але після смерті короля Георга V було вирішено зберегти дату в середині року.
У цей день видається «Королівський почесний список», який оголошує нових членів Ордена Австралії та інших австралійських нагород. Це відбувається в дату характерну для східних штатів, а не для Західної Австралії.
День народження королеви та День імперії, 24 травня, вже давно стали традиційними святами для народних феєрверків в Австралії. Попри те, що вони все ще проводяться, останнім часом традиція була затьмарена великим новорічним феєрверком, оскільки продаж феєрверків для громадськості було заборонено державами у 1980-х та на Австралійській столичній території 24 серпня 2009 року.

### Інші вихідні та святкові дні
- Неділя номінально є державним вихідним у Південній Австралії.
- «День проголошення» в грудні відзначається лише в Південній Австралії.
- День Канберри відзначається 2-го понеділка березня в ACT. До 2008 року це свято відзначалось 3-го понеділка березня.
- День Кубка Мельбурна відзначається в перший вівторок листопада. Спочатку він відзначався тільки в Мельбурнській метрополії. У період з 2007 по 2009 рік в АСТ День Кубка Мельбурна також був святом, його називали «День сім'ї та спільноти». Свято існує з 2010 року, але вже не збігається з Днем Кубка Мельбурна. У Вікторії, Закон про державні свята 1993 (англ. Vic) був змінений 24 вересня 2008 року, с того часу День Кубка Мельбурна прийнятий в усіх частинах штату.
- День відпочинку — перший понеділок листопада, святкується у Північній Тасманії, де День Регати не є вихідним.
- День регати — другий понеділок лютого, святкується в Південній Тасманії. Раніше проводився у другий вівторок лютого.
- Кубок Джилонг (кінні змагання) відбувається в четверту середу жовтня в місті Джилонг, штат Вікторія.
- День Квінсленда святкується 6 червня кожного року, але не є державним святом.
- День Кубка Аделаїди відбувається в другий понеділок березня у Південній Австралії (до 2006 року проводився в травні).
- День Західної Австралії — відзначається в Західній Австралії в перший понеділок червня.
- День пікніку — відзначається на Північній території в серпні.
- В Тасманії Пасхальний вівторок є вихідним банківським днем (лише для банків та державних службовців).
- В Новому Південному Уельсі перший понеділок серпня це вихідний банківський день (лише для банківських працівників).

Багато міст і селищ проводять місцеві свята для сільськогосподарського сектору. Наприклад:
- Дарвінське шоу — проходить у Дарвіні в кінці липня.
- Королівський день — проходить у Брисбені в серпні.
- Золоте узбережжя — проходить в Голд-Кості в жовтні.